# Okręg wyborczy St Ives
Okręg wyborczy St Ives powstał w 1558 r. i wysyłał do angielskiej, a następnie brytyjskiej, Izby Gmin dwóch deputowanych. Został utworzony jako okręg miejski, ale w 1885 r. został przekształcony w okręg ziemski. Od 1832 r. wysyłał jednego deputowanego. Okręg obejmuje dystryk Penwith oraz południową część dystryktu Kerrier, wraz z wyspami Scilly.

## Deputowani do brytyjskiej Izby Gmin z okręgu St Ives

### Deputowani w latach 1558–1640
- 1588–1589: Henry Hobart
- 1597–1598: Vincent Skinner
- 1604–1611: John Tregannon
- 1604–1611: William Brook
- 1620–1622: John Paulet, lord Paulet
- 1621–1622: Robert Bacon

### Deputowani w latach 1640–1832
- 1640–1641: Philip Sydney, lord Lisle
- 1640–1648: Francis Godolphin
- 1641–1643: Edmund Waller
- 1647–1653: John Feilder
- 1659–1659: John St Aubyn
- 1659–1659: Peter Silly
- 1659–1660: John Feilder
- 1660–1660: James Praed
- 1660–1661: John St Aubyn
- 1660–1661: Edward Nosworthy
- 1661–1662: John Basset
- 1661–1679: James Praed
- 1662–1665: Daniel O’Neill
- 1665–1681: Edward Nosworthy
- 1679–1685: Edward Nosworthy młodszy
- 1681–1685: James Praed
- 1685–1689: Charles Davenant
- 1685–1689: James St Amand
- 1689–1705: James Praed
- 1689–1690: Walter Vincent
- 1690–1695: William Harris
- 1695–1698: John Michell
- 1698–1701: Charles Wyndham
- 1701–1701: Benjamin Overton
- 1701–1702: John Hawles
- 1702–1702: Richard Chaundler
- 1702–1705: John Pitt of Crow Hall
- 1705–1708: Bartholomew Gracedieu
- 1705–1710: John Borlase
- 1708–1713: John Praed
- 1710–1715: John Hopkins
- 1713–1715: William Pendarves
- 1715–1722: lord Harry Powlett
- 1715–1727: John Hobart
- 1722–1734: Henry Knollys
- 1727–1741: Robert Rich
- 1734–1741: William Praed
- 1741–1754: John Bristow
- 1741–1747: Gregory Beake
- 1747–1747: John Hobart, wigowie
- 1747–1751: John Plumtre
- 1751–1754: Samuel Stephens starszy
- 1754–1761: George Hobart
- 1754–1761: James Whitshed
- 1761–1768: Humphrey Praed
- 1761–1768: Charles Hotham
- 1768–1774: Thomas Durrant
- 1768–1778: Adam Drummond
- 1774–1775: William Praed
- 1775–1780: Thomas Wynn
- 1778–1780: Philip Dehany
- 1780–1806: William Praed
- 1780–1784: Abel Smith
- 1784–1790: Richard Barwell
- 1790–1796: William Mills
- 1796–1802: Richard Glyn
- 1802–1806: Jonathan Raine
- 1806–1812: Samuel Stephens młodszy
- 1806–1807: Francis Horner
- 1807–1820: Walter Stirling
- 1812–1818: William Pole-Tylney-Long-Wellesley, torysi
- 1818–1820: Samuel Stephens młodszy
- 1820–1826: Lyndon Evelyn, torysi
- 1820–1821: James Graham, wigowie
- 1821–1828: Christopher Hawkins
- 1826–1830: James Halse, torysi
- 1828–1830: Charles Arbuthnot, torysi
- 1830–1831: William Pole-Tylney-Long-Wellesley, torysi
- 1830–1831: James Morrison
- 1831–1832: James Halse, torysi
- 1831–1832: Edward Bulwer-Lytton, radykałowie

### Deputowani w latach 1832–1885
- 1832–1838: James Halse, Partia Konserwatywna
- 1838–1846: William Praed, Partia Konserwatywna
- 1846–1852: lord William Vane, Partia Konserwatywna
- 1852–1857: Robert Laffan, Partia Konserwatywna
- 1857–1868: Henry Paull, Partia Konserwatywna
- 1868–1874: Charles Magniac, Partia Liberalna
- 1874–1874: Edward Davenport, Partia Konserwatywna
- 1874–1880: Charles Praed, Partia Konserwatywna
- 1880–1881: Charles Reed, Partia Liberalna
- 1881–1885: Charles Campbell Ross, Partia Konserwatywna

### Deputowani po 1885
- 1885–1887: John St Aubyn, Liberalni Unioniści
- 1887–1900: Thomas Bolitho, Liberalni Unioniści
- 1900–1906: Edward Hain, Partia Liberalna
- 1906–1922: Clifford Cory, Partia Liberalna
- 1922–1923: John Hawke, Partia Konserwatywna
- 1923–1924: Clifford Cory, Partia Liberalna
- 1924–1928: John Hawke, Partia Konserwatywna
- 1928–1929: Hilda Runciman, Partia Liberalna
- 1929–1937: Walter Runciman, Partia Narodowo-Liberalna
- 1937–1950: Nevil Beechman, Partia Narodowo-Liberalna
- 1950–1966: Greville Howard, Partia Narodowo-Liberalna
- 1966–1983: John Nott, Partia Konserwatywna
- 1983–1997: David Harris, Partia Konserwatywna
- 1997–2015: Andrew George, Liberalni Demokraci
- od 2015: Derek Thomas, Partia Konserwatywna